# Романюк, Василий Григорьевич
Василий Григорьевич Романюк (30 января 1910, Драбов, Полтавская губерния — 31 июля 1993, Щёлково, Московская область) — заместитель начальника отделения по лётным испытаниям и парашютной подготовке — старший инструктор-испытатель парашютов и катапультных установок Научно-исследовательского института ВВС СССР, полковник; первый среди парашютистов-испытателей, удостоенный звания Героя Советского Союза.
Заслуженный мастер спорта СССР (1948), заслуженный тренер СССР, судья всесоюзной категории (1954) по парашютному спорту.

## Биография
Родился 30 января 1910 года в местечке Драбов в семье рабочего. Украинец. Окончил 7 классов. Работал в совхозе.
В Красной Армии с 1928 года. Член ВКП(б) с 1930 года. В 1931 году окончил Орджоникидзевское пехотное училище, в 1933 году — Оренбургскую военную авиационную школу лётчиков-наблюдателей, в 1934 году — курсы инструкторов парашютно-десантной службы.
Заместитель начальника отделения по лётным испытаниям и парашютной подготовке — старший инструктор-испытатель парашютов и катапультных установок НИИ ВВС РККА полковник В. Г. Романюк совершил 3475 прыжков, большинство из которых были экспериментальными — при полётах на сверхзвуковых скоростях и из стратосферы.
25 сентября 1945 года он совершил затяжной прыжок из стратосферы. Спортсмен покинул самолёт на высоте 13 108,5 метров, в свободном падении пробыл 167 секунд и раскрыл парашют на высоте 1000 метров. Были перекрыты все существовавшие достижения, как по высоте, так и по длительности падения с нераскрытым парашютом. В 1947 году установил новое достижение, прыгнув с высоты 13 400 метров с немедленным раскрытием парашюта.
Всего В. Г. Романюк установил 18 мировых рекордов и ряд высотных рекордов.
Указом Президиума Верховного Совета СССР от 9 сентября 1957 года за испытания парашютной техники и проявленные при этом мужество, отвагу и героизм, полковнику Романюку Василию Григорьевичу присвоено звание Героя Советского Союза с вручением ордена Ленина и медали «Золотая Звезда» (№ 11104). Он стал первым среди парашютистов-испытателей, удостоенный этого высокого звания.
В 1951 году окончил Военно-воздушную академию. С 1964 года полковник В. Г. Романюк — в запасе. Работал в Центральном научно-исследовательском институте машиностроения города Королёв Московской области.
Жил в посёлке Чкаловский. Умер 31 июля 1993 года. Похоронен на кладбище села Леониха Щёлковского района Московской области.

## Память
Его именем назван переулок в посёлке городского типа Драбов. В посёлке Чкаловский на доме, в котором жил Герой, установлена мемориальная доска.
В Музее имени М. А. Врубеля с 1951 года хранится гипсовый бюст, выполненный скульптором И. В. Озером.

## Награды
- Медаль «Золотая Звезда»;
- два ордена Ленина;
- орден Красного Знамени;
- орден Отечественной войны 1-й степени;
- орден Отечественной войны 2-й степени;
- два ордена Красной Звезды;
- медали.
- знак «50 лет пребывания в КПСС»

## Комментарии
1. ↑  Ныне в черте города Щёлково Московской области.